# 남부빈곤법률센터
남부빈곤법률센터(Southern Poverty Law Center; SPLC)는 미국의 비영리 법률지원기구로, 주로 인권 문제에 관하여 활동한다. 여러 백인우월주의 단체들에 대한 법률적 승리, 증오행위 피해자를 위한 법률적 대변, 미국 내의 민병 조직 및 극단주의 조직 분류, 관용 정신에 대한 교육 프로그램 등으로 유명하다. SPLC는 각종 증오행위 조직 분류 및 목록화에도 참여했는데, 여기서 SPLC 측에서 말하는 증오행위란 “어떠한 불변의 성질로서 성립하는 계층 전체에 대한 공격 또는 비방중상행위”로 정의된다.